# 서울 봉은사 목조사천왕상
봉은사 목 사천왕상(奉恩寺 木 四天王像)은 서울특별시 강남구 삼성동, 봉은사에 있는 조선시대의 사천왕상이다. 2002년 12월 26일 서울특별시의 유형문화재 제160호 봉은사목사천왕입상(奉恩寺木四天王立像)으로 지정되었다가, 2009년 6월 4일 봉은사 목 사천왕상(奉恩寺 木 四天王像)으로 문화재 지정명칭이 변경되었다.

## 개요
불교적 세계관에서는 하늘의 중앙에 수미산이 있고, 그 산의 중턱에는 동, 서, 남, 북 각기 동방 지국천왕(東方 持國天王), 서방 광목천왕(西方 廣目天王), 남방 증장천왕(南方曾長天王), 북방 다문천왕(北方 多聞天王) 등의 사천왕(四天王)이 거주하며 각자의 인간세계를 관장한다고 한다. 원래는 고대 인도의 신화 속에 등장하는 인물들이었으나 불교에 흡수되면서 온갖 惡과 鬼神들을 다스리며 佛法을 수호하는 護法의 존재가 되어 호세천왕(護世天王)이라고도 불리는 사천왕은 일반적으로 각 사찰의 天王門에 봉안되어 있는데 이는 惡을 사찰 문 안으로 들이지 않는다는 상징적인 의미를 갖는다.
현재 강남구 삼성동 봉은사 진여문(奉恩寺 眞如門) 안에 봉안되어 있는 사천왕상 4軀도 원래는 봉은사 진여문과 법왕루 사이에 있던 천왕문에 봉안되어 있었으나 천왕문 철거로 현재의 위치에 임시 봉안되게 되었다.
이 사천왕상은 복장물 기록에 따르면 1746년(영조 22년)에 조성되었는데 능창군 이씨(綾昌君 李氏: 宣祖의 7子인 仁城君의 증손)와 상궁 박필애(尙宮 朴弼愛) 등 궁중 관련 인물들이 발원․시주하여 조성되었다고 한다. 발원문에는 청양 장곡사 후불탱(1708년 작) 조성에 참여한 바 있는 首畵員 여찬(呂燦)을 비롯하여 성현(性賢)․계학(戒學)․정일(淨日)․해운(海雲)․민휘(敏輝)․만근(萬根)․지산(智訕) 등 이 사천왕상을 제작한 9명의 畵師들의 이름이 기록되어 있다.
복장 조사 시 3軀의 사천왕상의 발원기와 기타 복장물 등이 분류되지 않고 섞여 각 상의 尊名을 정확히 알 수는 없게 되었으나 조선 후기의 일반적인 사천왕 배치형식에 의해 볼 때 두 손을 앞으로 모아 칼(현재 缺失)을 들고 있는 像이 동방 지국천왕상(東方 持國天王像), 긴 장대를 들고 있는 상이 서방 광목천왕상(西方 廣目天王像), 두 손에 용과 여의주를 들고 있는 상이 남방 증장천왕상(南方 曾長天王像), 비파를 들고 있는 상이 북방 다문천왕상(北方 多聞天王像)으로 추정된다.

## 사천왕상

### 동방 지국천왕
東方 持國天王(Dhritarashtra)은 수미산 중심에서 동쪽으로 1천 유순(由旬) 떨어져 있는 지국천(持國天)의 현상성(賢上城)에서 건달바(乾達婆,Gandharva)와 비사사를 거느리고 동쪽 인간세계 사람들, 특히 국가와 국왕을 보호하는 역할을 한다고 알려져 있다. 이러한 지국천왕을 묘사한 봉은사 東方 持國天王像은 寶冠에 甲冑를 걸치고 두 손을 배 앞부분에서 포개어 劍을 집고 서 있는 모습인데, 검은 멸실되었다. 부릅뜬 눈, 구불구불하게 표현된 눈썹과 턱수염 등에 神將으로서의 용맹함이 잘 나타나 있다.

### 서방 광목천왕
西方 廣目天王(Virupaksha)은 수미산 중심에서 서쪽으로 1천 유순(由旬) 떨어진 곳에 있는 광목천(廣目天)의 주라선견성(周羅善見城)에서 용왕(龍王)과 부단나(富單那) 神衆을 거느리며 서쪽 인간세계를 수호하는 것으로 알려져 있다. 특히 청정한 天眼으로 인간들을 항상 관찰하고 지키는 역할을 한다는 데서 그 이름이 유래했다.
이러한 廣目天王을 묘사한 西方 廣目天王像은 다리를 약간 벌리고 오른손으로 긴 장대를 들고 서 있는데, 옛날 사진에 의하면 그 위에 창날이 꽂혀 있었다고 한다. 구불구불한 수염이 표현되었으나 입을 약간 벌리고 눈을 둥그렇게 뜬 모습이 친근한 인상을 준다.

### 북방 다문천왕
사천왕 중 가장 높고 대표적인 天王인 北方 多聞天王(Vaisravana)은 수미산 중심에서 북쪽으로 1천 유순(由旬) 떨어진 곳에 있는 다문천(多聞天)의 주라선견성(周羅善見城)에서 야차(夜叉)와 나찰(羅刹) 신장을 거느리고 북쪽 인간세계를 수호하는 역할을 하는 것으로 알려져 있다. 수미산 북방을 지키면서 부처님의 설법을 가장 많이 들었다고 하는데서 그 이름이 유래된 북방 다문천왕은 財物과
福德을 주관하는 존재로 알려져 있다. 이러한 多聞天王을 묘사한 北方 多聞天王像은 발을 어깨 너비만큼 벌린 자세로 약간 우측을 바라보면서 두 손으로 비파를 연주하고 있는 모습을 하고 있는데 머리에는 꽃으로 화려하게 장식된 寶冠을 쓰고 甲冑를 걸치고 있다. 사각형에 가까운 넓적한 얼굴에 오똑한 콧날과 半開한 가는 눈, 윗니가 삐죽 튀어나오게 표현된 입 등이 특징적이다.

### 남방 증장천왕
南方 曾長天王(Virudhaka)는 수미산 중심에서 남쪽으로 1천 유순(由旬) 떨어진 곳에 있는 증장천(增長天)의 선견성(善見城)에서 권속으로 구반다(鳩槃茶)와 프레타(薛荔多) 신장을 거느리고 남쪽 인간세계를 수호하는 역할을 하는 것으로 알려져 있다. 이 天王의 이름은 자신의 威德을 늘이고 키워서(增長), 만물을 소생시키는 덕을 베풀겠다는 誓願을 한 데서 비롯되었다고 한다. 이러한 增長天王을 묘사한 南方 增長天王像은 상체를 약간 왼쪽으로 기울인 채 머리에는 보관 대신 투구를 쓰고 있고 두 손은 아래로 내려 오른손에는 용, 왼손에는 여의주를 들고 있다. 적색으로 표현된 얼굴, 부릅뜬 눈, 구불구불한 수염, 꾹 다문 입 등은 수호신장으로서의 사천왕의 역할을 잘 보여주는 데, 특히 赤色을 띤 얼굴과 성난 듯 부릅뜬 눈은 남방 증장천왕상들의 공통된 특징이기도 하다.

## 의의
이 4軀의 四天王像은 기본적으로 커다란 통나무를 깎아 조각하고 부분적으로 돌출된 부분이나 추가해야 할 부분에는 따로 나무를 조각하여 몸체에 결합시키는 방법을 사용했는데 특히 두 발이 그렇다. 현재 4軀의 像에는 古彩가 잘 남아 있다. 증장천왕상을 제외하고는 얼굴을 모두 흰색으로 칠했고, 갑옷과 보관 등은 붉은색, 녹색, 청색, 황색 등이 잘 조화를 이루도록 채색했다.
봉은사목사천왕입상은 얼굴 크기와 비교하여 다소 작게 표현된 신체, 넙적하고 큰 얼굴, 세밀하고 정교하지만 다소 경직적으로 보이는 무늬들에서 18세기 중엽 전후 조각양식의 특징이 잘 드러나고 있다.
위와 같은 특징을 갖고 있는 봉은사 목사천왕입상은 첫째, 1746년이라는 조성연대가 분명하게 밝혀진 사천왕상으로서 18세기 중엽의 木造 불교조각 양식 연구에 중요한 사례가 된다는 점, 둘째 흙으로 조성된 보통의 사천왕상과는 달리 나무로 만든 木四天王立像으로서 서울지역에서는 희귀한 예에 속한다는 점, 셋째 다량의 복장 유물의 출토로 당시의 복장 연구에 귀중한 자료가 된다는 점, 넷째
일부 持物(즉, 동방지국천왕상의 지물인 劍, 서방 광목천왕상의 지물인 장대 끝의 창날)이 없어진 것을 제외하고 원형도 비교적 잘 보존되어 있는 점 등에서 서울시 유형문화재로 지정할 가치를 가진다.

## 참고 자료
- 봉은사 목 사천왕상 - 국가유산청 국가유산포털